# Spoorlijn Kalscheuren - Ehrang
De Spoorlijn Kalscheuren - Ehrang ook wel Eifelstrecke en ook wel Eifelbahn genoemd is een niet-geëlektrificeerde spoorlijn in Noordrijn-Westfalen en in Rijnland-Palts tussen Hürth-Kalscheuren over Euskirchen en Gerolstein naar Trier-Ehrang en is als spoorlijn 2631 onder beheer van DB Netze.

## Geschiedenis
De bouw van het traject van de Eifelbahn begon in 1864. Het traject is ten noorden van Gerolstein deels uitgebouwd met een tweede spoor.

## Treindiensten
De Deutsche Bahn verzorgt het personenvervoer op dit traject met RE en RB treinen.
| Serie | Treinsoort                      | Route | Bijzonderheden                             |
| ----- | ------------------------------- | --- | ------------------------------------------ |
| RE 12 | Regional-Express (DB Regio NRW) | Köln Messe/Deutz – Köln Hbf – Erftstadt – Euskirchen – Nettersheim – Jünkerath – Gerolstein – Bitburg-Erdorf – Trier Hbf | Eifel-Mosel-Express Enkele treinen per dag |
| RE 22 | Regional-Express (DB Regio NRW) | Köln Messe/Deutz – Köln Hbf – Erftstadt – Euskirchen – Nettersheim – Jünkerath – Gerolstein                              | Eifel-Express                              |
| RB 22 | Regionalbahn (DB Regio NRW)     | Gerolstein – St Thomas – Bitburg-Erdorf – Speicher – Auw an der Kyll – Kordel – Trier Hbf                                | rijdt tussen Keulen en Gerolstein als RE22 |
| RB 24 | Regionalbahn (DB Regio NRW)     | Köln Messe/Deutz – Köln Hbf – Erftstadt – Euskirchen – Nettersheim – Jünkerath – Gerolstein                              | Eifel-Bahn                                 |

## Aansluitingen
In de volgende plaatsen is of was er een aansluiting op de volgende spoorlijnen:
Hürth-Kalscheuren
DB 2630, spoorlijn tussen Keulen en Bingen
DB 2632, spoorlijn tussen Kalscheuren W63 en Kalscheuren W36
DB 2640, spoorlijn tussen Köln West en Hürth-Kalscheuren
Kalscheuren - Ville, spoorlijn tussen Hürth-Kalscheuren en Ville
Erftstadt
DB 32, spoorlijn tussen Erftstadt en Brühl-Vochem
DB 2606, spoorlijn tussen Erftstadt en Mödrath
DB 2609, spoorlijn tussen Erftstadt en Liblar
DB 2636, spoorlijn tussen Rech en Erftstadt
Euskirchen
DB 2585, spoorlijn tussen Düren en Euskirchen
DB 2634, spoorlijn tussen Euskirchen en Bad Münstereifel
DB 2645, spoorlijn tussen Bonn en Euskirchen
aansluiting Euenheim
DB 45, spoorlijn tussen de aansluiting Elsig en de aansluiting Euenheim
Kall
DB 2635, spoorlijn tussen Kall en Hellenthal
Blankenheim (Wald)
DB 2637, spoorlijn tussen Ahrdorf en Blankenheim
Jünkerath
DB 3003, spoorlijn tussen Jünkerath en Weywertz
Lissendorf
DB 3002, spoorlijn tussen Dümpelfeld en Lissendorf
Gerolstein
DB 3004, spoorlijn tussen Hillesheim en Gerolstein
DB 3005, spoorlijn tussen Andernach en Gerolstein
DB 3100, spoorlijn tussen Gerolstein en Pronsfeld
Bitburg-Erdorf
DB 3104, spoorlijn tussen Bitburg-Erdorf en Igel
Ehrang
DB 3010, spoorlijn tussen Koblenz en Trier
DB 3140, spoorlijn tussen Ehrang en Igel (opgebroken tussen Ehrang en Biewer)
DB 3141, spoorlijn tussen Ehrang en Biewer
DB 3142, spoorlijn tussen Ehrang en de aansluiting W204
DB 3143, spoorlijn tussen Ehrang en Quint Hütte
DB 3144, spoorlijn tussen Ehrang W2 en Ehrang W10
DB 3145, spoorlijn tussen Ehrang W51 en Ehrang W311
DB 3146, spoorlijn tussen Ehrang W298 en Ehrang W202
DB 3147,  spoorlijn tussen Ehrang W198 en Ehrang W102
DB 3148, spoorlijn tussen Ehrang en Trierer Hafen